# Liste des races de poules

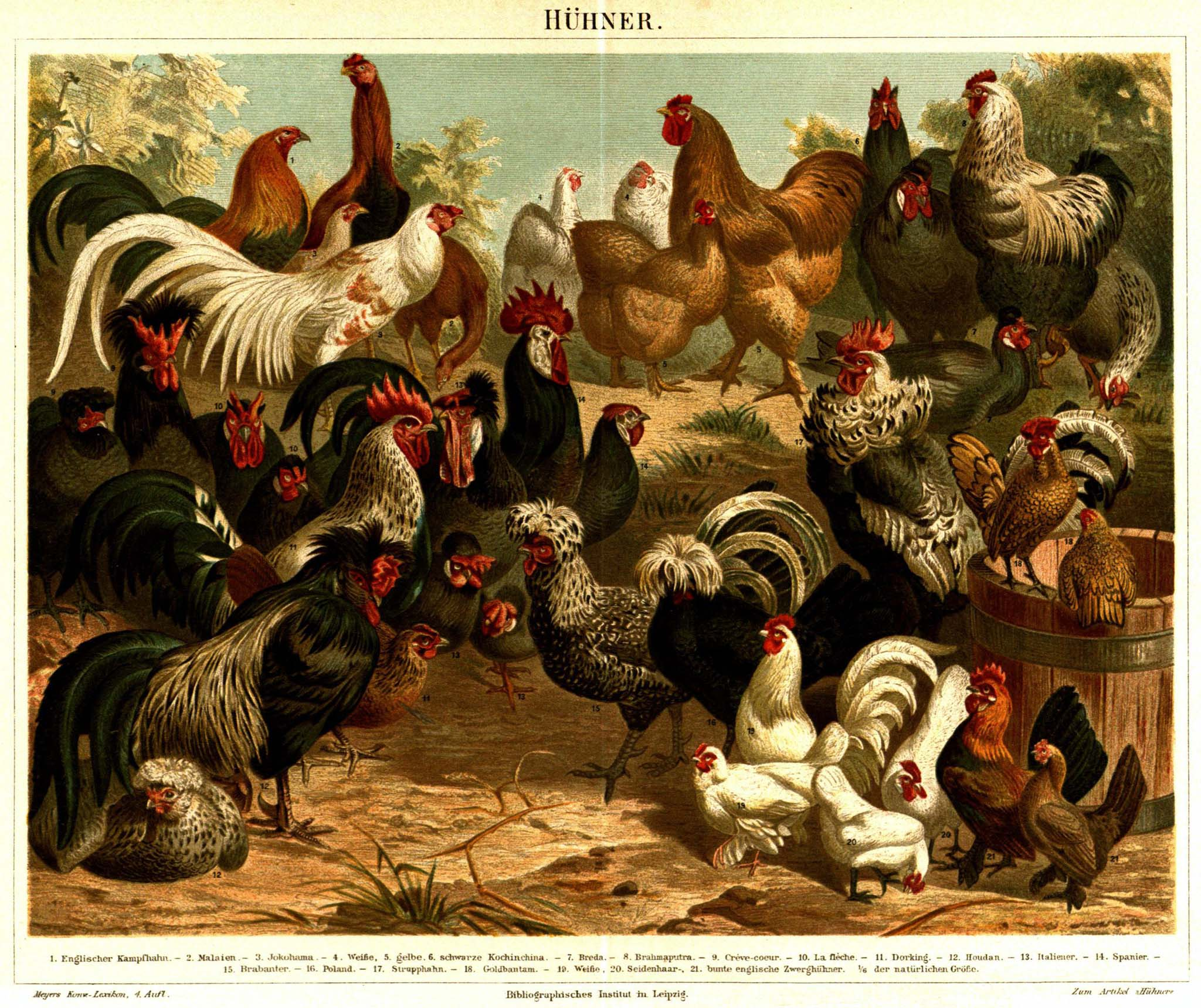
Diversité des races de poules domestiques.

Cette liste des races de poules recense différentes races rencontrées dans le monde et n'est pas exhaustive. Ce sont des poules domestiques, même si certaines ont des caractères ou des origines sauvages (voir aussi : marronnage).

## Standards

### Europe
Basé sur le standard européen (entente européenne d'aviculture et de cuniculture), où pour y figurer, une race doit être reconnue dans au moins deux pays.

C'est le standard du pays d'origine qui prévaut lors des concours internationaux.

#### France
La liste des races est établie par le biais du « standard officiel des volailles » (poules, oies, dindons, canards et pintades), édité par la SCAF. Il recense et définit les critères de sélection et d'exposition des races, et sert de référence aux juges lors de la distribution des prix en concours.

## Races par ordre alphabétique
- Haut – A
- B
- C
- D
- E
- F
- G
- H
- I
- J
- K
- L
- M
- N
- O
- P
- Q
- R
- S
- T
- U
- V
- W
- X
- Y
- Z

### A
| Nom                  | Origine                     | Taille       | Production | Image | Sources |
| -------------------- | --------------------------- | ------------ | ---------- | ----- | ------- |
| Altsteirer           | Styrie (Autriche, Slovénie) | Grande Naine | Mixte      |       | [ 1 ]   |
| Améraucana           | États-Unis                  | Grande Naine | Œuf        |       | ,       |
| Amrock               | États-Unis                  | Grande Naine | Œuf        |       | [ 1 ]   |
| Ancône               | Province d'Ancône (Italie)  | Grande Naine |            |       | ,       |
| Andalouse            | Espagne                     | Grande Naine |            |       | [ 1 ]   |
| Appenzelloise barbue | Suisse                      | Grande Naine |            |       | [ 1 ]   |
| Appenzelloise huppée | Suisse                      | Grande Naine | Ornement   |       | [ 1 ]   |
| Aquitaine            | France                      | Grande       | Viande     |       | [ 1 ]   |
| Araucana             | Chili                       | Grande Naine |            |       | [ 1 ]   |
| Ardennaise           | Belgique                    | Grande Naine | Mixte      |       | ,       |
| Assendelft           | Pays-Bas                    | Grande Naine |            |       | [ 1 ]   |
| Asyl (Aseel)         | Inde                        | Grande Naine |            |       | [ 1 ]   |
| Augsbourg            | Allemagne                   | Grande Naine |            |       | [ 1 ]   |
| Australorp           | Australie                   | Grande Naine |            |       | ,       |
| Azur                 | Chili                       | Grande Naine | Œuf        |       | [ 4 ]   |

- Haut – A
- B
- C
- D
- E
- F
- G
- H
- I
- J
- K
- L
- M
- N
- O
- P
- Q
- R
- S
- T
- U
- V
- W
- X
- Y
- Z

### B
| Nom                                | Origine           | Taille       | Production | Image | Sources |
| ---------------------------------- | ----------------- | ------------ | ---------- | ----- | ------- |
| Banaba                             | Philippines       | Grande       | Mixte      |       | [ 5 ]   |
| Barbezieux                         | France            | Grande       | Mixte      |       | [ 1 ]   |
| Barbu d'Anvers                     | Belgique          | Naine        | Ornement   |       | [ 1 ]   |
| Barbu de Boitsfort                 | Belgique          | Naine        | Ornement   |       | [ 1 ]   |
| Barbu de Grübbe                    | Belgique          | Naine        | Ornement   |       | [ 1 ]   |
| Barbu de Thuringe                  | Allemagne         | Grande Naine |            |       | [ 1 ]   |
| Barbu de Watermael                 | Belgique          | Naine        | Ornement   |       | [ 1 ]   |
| Barbu d'Everberg                   | Belgique          | Naine        | Ornement   |       | [ 1 ]   |
| Barbu d'Uccle                      | Belgique          | Naine        | Ornement   |       | [ 1 ]   |
| Barbu hollandais                   | Pays-Bas          | Grande Naine |            |       | [ 1 ]   |
| Barnevelder                        | Pays-Bas          | Grande Naine |            |       | [ 1 ]   |
| Bassette                           | Belgique          | Naine        | Ornement   |       | [ 1 ]   |
| Berg-Schlotter                     | Allemagne         | Grande Naine |            |       | [ 1 ]   |
| Black Rock                         | États-Unis        |              |            |       |         |
| Bleue de France (Pondeuse Cendrée) |                   |              | Œuf        |       |         |
| Bolinao                            | Philippines       | Grande       | Mixte      |       | [ 5 ]   |
| Bourbonnaise                       | France            | Grande       | Mixte      |       | ,       |
| Bourbourg                          | France            | Grande Naine | Mixte      |       | [ 1 ]   |
| Brabançonne                        | Belgique          | Grande Naine |            |       | [ 1 ]   |
| Brabanter                          | Pays-Bas          | Grande Naine | Ornement   |       | [ 1 ]   |
| Braekel                            | Belgique          | Grande Naine |            |       | [ 1 ]   |
| Brahma                             | États-Unis        | Grande Naine |            |       | ,       |
| Breda                              | Pays-Bas          | Grande Naine | Ornement   |       | [ 1 ]   |
| Bresse Gauloise                    | France            | Grande Naine | Mixte      |       | [ 1 ]   |
| Buckeye                            | Ohio (États-Unis) |              | Mixte      |       | [ 2 ]   |

- Haut – A
- B
- C
- D
- E
- F
- G
- H
- I
- J
- K
- L
- M
- N
- O
- P
- Q
- R
- S
- T
- U
- V
- W
- X
- Y
- Z

### C
| Nom                                  | Origine                     | Taille       | Production | Image | Sources |
| ------------------------------------ | --------------------------- | ------------ | ---------- | ----- | ------- |
| Campine                              | Campine (Belgique)          |              |            |       |         |
| Castillane                           | Espagne                     | Grande Naine |            |       | [ 1 ]   |
| Caumont                              | France                      | Grande Naine | Mixte      |       | [ 1 ]   |
| Caussade                             | France                      | Grande       | Mixte      |       | [ 1 ]   |
| Cemani                               | Indonésie                   | Grande       | Ornement   |       | [ 1 ]   |
| Chabo                                | Japon                       | Naine        | Ornement   |       | [ 1 ]   |
| Chabo Maruha                         | Japon                       | Naine        | Ornement   |       | [ 1 ]   |
| Chabo Okina                          | Japon                       | Naine        | Ornement   |       | [ 1 ]   |
| Chabo Shinkuro                       | Japon                       | Naine        | Ornement   |       | [ 1 ]   |
| Chabo sans queue                     | Japon                       | Naine        | Ornement   |       | [ 1 ]   |
| Chantecler                           | Québec (Canada)             | Grande Naine | Mixte      |       | [ 1 ]   |
| Chanteur de Yourlov                  | Russie                      |              | Œuf Chant  |       |         |
| Chanteur du Berg (Bergischer Kräher) | Allemagne                   | Grande Naine | Œuf        |       | [ 1 ]   |
| Chanteur du Kosovo                   | Kosovo                      | Grande       | Mixte      |       | [ 1 ]   |
| Charollaise                          | France                      | Grande       |            |       | [ 1 ]   |
| Cochin                               | Chine                       | Grande       |            |       | [ 1 ]   |
| Combattant anglais ancien            | Royaume-Uni                 | Grande Naine | Combat     |       | [ 1 ]   |
| Combattant anglais moderne           | Royaume-Uni                 | Grande Naine | Exposition |       | [ 1 ]   |
| Combattant de Bruges                 | Belgique                    | Grande Naine |            |       | [ 1 ]   |
| Combattant de Liège                  | Belgique                    | Grande Naine |            |       | [ 1 ]   |
| Combattant de Madagascar             | Madagascar                  | Grande       | Combat     |       | [ 1 ]   |
| Combattant de Madras                 | Inde                        | Grande       | Combat     |       | [ 1 ]   |
| Combattant de Tirlemont              | Belgique                    | Grande Naine |            |       | [ 1 ]   |
| Combattant des îles de la Sonde      | Indonésie                   | Grande       | Combat     |       | [ 1 ]   |
| Combattant du Nord                   | France                      | Grande Naine | Combat     |       | ,       |
| Combattant du Nord petit             | France                      |              |            |       | [ 1 ]   |
| Combattant du Palatinat              | Allemagne                   | Grande       | Combat     |       | [ 1 ]   |
| Combattant espagnol                  | Espagne                     | Grande       | Combat     |       | [ 1 ]   |
| Combattant indien                    | Royaume-Uni                 | Grande Naine | Exposition |       | [ 1 ]   |
| Combattant malais                    | Malaisie                    |              |            |       |         |
| Contres                              | France                      | Grande       | Mixte      |       | [ 1 ]   |
| Coq de pêche                         |                             |              | Plumes     |       |         |
| Coq Indio du Leon                    | Espagne                     | Grande       |            |       | [ 1 ]   |
| Coq Pardo du Leon                    | Espagne                     | Grande Naine |            |       | [ 1 ]   |
| Cotentine                            | France                      | Grande       | Mixte      |       | [ 1 ]   |
| Coucou allemand                      | Allemagne                   | Grande Naine |            |       | [ 1 ]   |
| Coucou d'Izegem                      | Belgique                    | Grande       |            |       | [ 1 ]   |
| Coucou de France                     | France                      | Grande       |            |       | [ 1 ]   |
| Coucou de Rennes                     | France                      | Grande       | Mixte      |       | ,       |
| Coucou des Flandres                  | Flandres (Belgique, France) | Grande Naine |            |       | [ 1 ]   |
| Cou nu                               | Roumanie                    | Grande Naine |            |       | [ 1 ]   |
| Cou nu du Forez                      | France                      | Grande Naine | Mixte      |       | ,       |
| Courtes-pattes                       | France                      | Grande Naine | Mixte      |       | [ 1 ]   |
| Courtes pattes écossaise             | Royaume-Uni                 | Grande Naine |            |       | [ 1 ]   |
| Crèvecœur                            | France                      | Grande Naine | Viande     |       | ,       |
| Croad Langshan                       | Chine                       | Grande Naine |            |       | [ 1 ]   |
| Cubalaya                             | Cuba                        | Grande       |            |       | [ 1 ]   |

- Haut – A
- B
- C
- D
- E
- F
- G
- H
- I
- J
- K
- L
- M
- N
- O
- P
- Q
- R
- S
- T
- U
- V
- W
- X
- Y
- Z

### D
| Nom         | Origine     | Taille       | Production | Image | Sources |
| ----------- | ----------- | ------------ | ---------- | ----- | ------- |
| Darag       | Philippines | Grande       | Mixte      |       | [ 5 ]   |
| Denizli     | Turquie     | Grande       |            |       | [ 1 ]   |
| Dominicaine | États-Unis  | Grande Naine |            |       | [ 1 ]   |
| Dorking     | Royaume-Uni | Grande Naine |            |       | [ 1 ]   |
| Dresde      | Allemagne   | Grande Naine |            |       | [ 1 ]   |

- Haut – A
- B
- C
- D
- E
- F
- G
- H
- I
- J
- K
- L
- M
- N
- O
- P
- Q
- R
- S
- T
- U
- V
- W
- X
- Y
- Z

### E
| Nom                      | Origine              | Taille       | Production | Image | Sources |
| ------------------------ | -------------------- | ------------ | ---------- | ----- | ------- |
| Écossaise                | Écosse (Royaume-Uni) | Grande Naine | Mixte      |       | [ 1 ]   |
| Empordanesa              | Espagne              | Grande       |            |       | [ 1 ]   |
| Espagnole à face blanche | Espagne              | Grande Naine |            |       | [ 1 ]   |
| Estaires                 | France               | Grande       | Mixte      |       | [ 1 ]   |
| Euskal oiloa             | Espagne              |              |            |       |         |

- Haut – A
- B
- C
- D
- E
- F
- G
- H
- I
- J
- K
- L
- M
- N
- O
- P
- Q
- R
- S
- T
- U
- V
- W
- X
- Y
- Z

### F
| Nom                                  | Origine      | Taille       | Production | Image | Sources |
| ------------------------------------ | ------------ | ------------ | ---------- | ----- | ------- |
| Famennoise                           | Belgique     | Grande Naine |            |       | [ 1 ]   |
| Faso                                 | Burkina Faso |              | Viande     |       | [ 11 ]  |
| Fauve de Hesbaye (Poule de Gembloux) | Belgique     | Grande       |            |       | [ 1 ]   |
| Fauve de Méhaigne                    | Belgique     | Naine        |            |       | [ 1 ]   |
| Faverolles allemande                 | Allemagne    | Grande Naine |            |       | [ 1 ]   |
| Faverolles française                 | France       | Grande       | Viande     |       | [ 1 ]   |
| Fayoumi                              | Égypte       |              | Œuf        |       |         |
| Frisée et huppée d'Annaberg          | Allemagne    |              |            |       |         |

- Haut – A
- B
- C
- D
- E
- F
- G
- H
- I
- J
- K
- L
- M
- N
- O
- P
- Q
- R
- S
- T
- U
- V
- W
- X
- Y
- Z

### G
| Nom                       | Origine    | Taille       | Production | Image | Sources |
| ------------------------- | ---------- | ------------ | ---------- | ----- | ------- |
| Gasconne                  | France     | Grande Naine | Mixte      |       | [ 1 ]   |
| Gâtinaise                 | France     | Grande Naine | Mixte      |       | [ 1 ]   |
| Gauloise dorée (Gauloise) | France     | Grande       | Mixte      |       | [ 1 ]   |
| Géante de Jersey          | États-Unis | Grande       | Mixte      |       | ,       |
| Géline de Touraine        | France     | Grande       | Mixte      |       | [ 1 ]   |
| Goliath                   | Bénin      | Grande       | Viande     |       | [ 11 ]  |
| Gournay                   | France     | Grande Naine | Mixte      |       | [ 1 ]   |

- Haut – A
- B
- C
- D
- E
- F
- G
- H
- I
- J
- K
- L
- M
- N
- O
- P
- Q
- R
- S
- T
- U
- V
- W
- X
- Y
- Z

### H
| Nom                | Origine     | Taille       | Production | Image | Sources |
| ------------------ | ----------- | ------------ | ---------- | ----- | ------- |
| Hambourg           | Pays-Bas    | Grande Naine | Œuf        |       | ,       |
| Harco              | Royaume-Uni |              | Œuf        |       |         |
| Hergnies           | France      | Grande       | Mixte      |       | [ 1 ]   |
| Herve              | Belgique    | Grande Naine |            |       | [ 1 ]   |
| Hollandaise huppée | Pays-Bas    | Grande Naine |            |       | [ 1 ]   |
| Houdan             | France      | Grande Naine | Mixte      |       | [ 1 ]   |

### I
| Nom                | Origine   | Taille       | Production | Image | Sources |
| ------------------ | --------- | ------------ | ---------- | ----- | ------- |
| Índio Gigante (en) | Brésil    | Grande       |            |       | [ 12 ]  |
| ISA brown          | France    |              | Œuf        |       |         |
| Italienne          | Allemagne | Grande Naine |            |       | [ 1 ]   |

### J
| Nom             | Origine     | Taille | Production    | Image | Sources |
| --------------- | ----------- | ------ | ------------- | ----- | ------- |
| Janzé           | France      | Grande | Mixte         |       | [ 1 ]   |
| Java            | Royaume-Uni | Naine  |               |       | [ 1 ]   |
| Java américaine | États-Unis  |        |               |       |         |
| Javanaise       |             |        |               |       | [ 1 ]   |
| Joloano         | Philippines | Grande | Viande Combat |       | [ 5 ]   |

- Haut – A
- B
- C
- D
- E
- F
- G
- H
- I
- J
- K
- L
- M
- N
- O
- P
- Q
- R
- S
- T
- U
- V
- W
- X
- Y
- Z

### K
| Nom      | Origine | Taille | Production | Image | Sources |
| -------- | ------- | ------ | ---------- | ----- | ------- |
| Ko shamo | Japon   | Naine  |            |       | [ 1 ]   |
| Koeyoshi | Japon   | Grande |            |       | [ 1 ]   |

### L
| Nom                | Origine             | Taille       | Production   | Image | Sources |
| ------------------ | ------------------- | ------------ | ------------ | ----- | ------- |
| Lakenvelder        | Allemagne, Pays-Bas | Grande Naine |              |       | [ 1 ]   |
| Landaise           | France              | Grande       |              |       | [ 1 ]   |
| Langshan allemande | Allemagne           | Grande Naine | Mixte        |       | [ 1 ]   |
| La Flèche          | France              | Grande Naine | Mixte        |       | [ 1 ]   |
| Legbar             | Royaume-Uni         |              | Œuf          |       |         |
| Leghorn            | Italie              |              | Œuf          |       | [ 2 ]   |
| Leghorn américaine | États-Unis          | Grande Naine |              |       | [ 1 ]   |
| Leghorn anglaise   | Royaume-Uni         | Grande Naine |              |       | [ 1 ]   |
| Le Mans            | France              | Grande       | Mixte        |       | [ 1 ]   |
| Le Merlerault      | France              | Grande Naine | Œuf          |       | [ 1 ]   |
| Limousine          | France              | Grande Naine | Mixte Plumes |       | [ 1 ]   |
| Livourne           | Italie              | Grande Naine |              |       | [ 1 ]   |
| Lohmann Brown      | Allemagne           | Grande       | Œuf          |       |         |
| Lyonnaise          | France              | Grande Naine | Viande       |       | [ 1 ]   |

- Haut – A
- B
- C
- D
- E
- F
- G
- H
- I
- J
- K
- L
- M
- N
- O
- P
- Q
- R
- S
- T
- U
- V
- W
- X
- Y
- Z

### M
| Nom                           | Origine            | Taille       | Production | Image | Sources |
| ----------------------------- | ------------------ | ------------ | ---------- | ----- | ------- |
| Malines (Coucou de Malines)   | Belgique           | Grande Naine |            |       | [ 1 ]   |
| Malines à tête de dindon      | Belgique           | Grande       |            |       | [ 1 ]   |
| Mantes                        | France             | Grande Naine | Mixte      |       | [ 1 ]   |
| Marans                        | France             | Grande Naine |            |       | ,       |
| Meusienne                     | France             | Grande Naine |            |       | [ 1 ]   |
| Millefleurs de Lonigo         | Italie             |              |            |       |         |
| Minohiki                      | Japon              | Grande       |            |       | [ 1 ]   |
| Minorque                      | Minorque (Espagne) | Grande Naine |            |       | [ 1 ]   |
| Mouette de Groningue          | Pays-Bas           | Grande Naine | Ornement   |       |         |
| Mouette de la Frise orientale | Allemagne          | Grande Naine | Ornement   |       | [ 1 ]   |

- Haut – A
- B
- C
- D
- E
- F
- G
- H
- I
- J
- K
- L
- M
- N
- O
- P
- Q
- R
- S
- T
- U
- V
- W
- X
- Y
- Z

### N
| Nom               | Origine                    | Taille       | Production | Image | Sources |
| ----------------- | -------------------------- | ------------ | ---------- | ----- | ------- |
| Naine allemande   | Allemagne                  | Naine        |            |       | [ 1 ]   |
| Naine belge       | Belgique                   | Naine        |            |       | [ 1 ]   |
| Naine de Waes     | Belgique                   | Naine        |            |       | [ 1 ]   |
| Naine de Burma    | Pays-Bas                   | Naine        |            |       | [ 1 ]   |
| Naine hollandaise | Pays-Bas                   | Naine        |            |       | [ 1 ]   |
| Nankin            | Royaume-Uni                | Naine        |            |       | [ 1 ]   |
| New Hampshire     | New Hampshire (États-Unis) | Grande Naine | Mixte      |       | [ 1 ]   |
| Niederrheiner     | Allemagne                  | Grande Naine |            |       | [ 1 ]   |
| Noire de Moscou   | Russie                     |              | Mixte      |       |         |
| Noire du Berry    | France                     |              | Mixte      |       |         |

### O
| Nom                      | Origine     | Taille       | Production | Image | Sources |
| ------------------------ | ----------- | ------------ | ---------- | ----- | ------- |
| Ohiki                    | Japon       | Naine        |            |       | [ 1 ]   |
| Onagadori                | Japon       | Grande       | Ornement   |       | [ 1 ]   |
| Orloff                   | Russie      | Grande Naine |            |       | [ 1 ]   |
| Orpington                | Royaume-Uni | Grande Naine | Mixte      |       | ,       |
| Orpington à crête frisée | Royaume-Uni | Grande       |            |       | [ 1 ]   |

### P
| Nom                                           | Origine             | Taille       | Production    | Image | Sources |
| --------------------------------------------- | ------------------- | ------------ | ------------- | ----- | ------- |
| Padoue (lisse, frisée)                        |                     | Grande Naine |               |       | [ 1 ]   |
| Paraoakan                                     | Philippines         | Grande       | Viande Combat |       | [ 5 ]   |
| Pavilly                                       | France              | Grande Naine |               |       | [ 1 ]   |
| Pavlov                                        | Russie              | Grande       |               |       | [ 1 ]   |
| Pékin (lisse, frisée)                         | Chine               | Naine        | Ornement      |       | [ 1 ]   |
| Penedesenca                                   | Espagne             | Grande       |               |       | [ 1 ]   |
| Phoenix                                       | Japon               | Grande Naine |               |       | [ 1 ]   |
| Pictave                                       | France              | Naine        |               |       | [ 1 ]   |
| Plymouth Rock                                 | États-Unis          | Grande Naine | Mixte         |       | [ 1 ]   |
| Poule basque (Euskal oiloa)                   | Espagne             | Grande       |               |       | [ 1 ]   |
| Poule d'Alsace                                | France              | Grande Naine | Mixte         |       | ,       |
| Poule d'Orava                                 | Slovaquie           |              |               |       |         |
| Poule de Bielefeld                            | Allemagne           | Grande Naine |               |       | [ 1 ]   |
| Poule de Bohême                               | République tchèque  |              | Mixte         |       |         |
| Poule de Bresse (Bresse Gauloise)             | France              |              | Mixte         |       | [ 14 ]  |
| Poule de Caux                                 | France              |              | Mixte         |       |         |
| Poule de Challans (Noire de Challans)         | France              | Grande       |               |       | [ 1 ]   |
| Poule de Choumen                              | Bulgarie            |              |               |       |         |
| Poule de Dampierre                            | France              |              |               |       |         |
| Poule de Drente (Poule de Drenthe)            | Pays-Bas            | Grande Naine |               |       | [ 1 ]   |
| Poule de Drenthe sans queue                   | Pays-Bas            | Grande Naine |               |       | [ 1 ]   |
| Poule de Francfort                            | Allemagne           | Naine        |               |       | [ 1 ]   |
| Poule de Frise                                | Pays-Bas            | Grande Naine | Ornement      |       | [ 1 ]   |
| Poule de Hollande du Nord (Bleue de Hollande) | Pays-Bas            | Grande       | Mixte         |       | [ 1 ]   |
| Poule de Norvège                              | Norvège             | Grande       |               |       | [ 1 ]   |
| Poule de Poltava                              | Ukraine             | Grande       | Mixte         |       |         |
| Poule de Polverara (Schiatta)                 | Italie              |              | Mixte         |       |         |
| Poule de Saxe                                 | Allemagne           | Grande Naine |               |       | [ 1 ]   |
| Poule de Twente                               | Allemagne, Pays-Bas | Grande Naine |               |       | [ 1 ]   |
| Poule de Westphalie                           | Allemagne           | Grande       |               |       | [ 1 ]   |
| Poule de Zottegem                             | Belgique            | Grande       |               |       | [ 1 ]   |
| Poule des Asturies                            | Espagne             | Grande       |               |       | [ 1 ]   |
| Poule du Berry                                | France              | Grande       |               |       | [ 1 ]   |
| Poule du Danemark                             | Danemark            | Grande       |               |       | [ 1 ]   |
| Poule du Reich                                | Allemagne           | Grande Naine | Mixte         |       | [ 1 ]   |
| Poule du Valdarno                             | Italie              |              |               |       |         |
| Poule frisée                                  |                     | Grande Naine |               |       | [ 1 ]   |
| Poule frisée et huppée d'Annaberg             | Allemagne           | Grande       |               |       | [ 1 ]   |
| Poule Soie                                    | Chine               | Grande Naine |               |       | [ 1 ]   |
| Poule soie siamoise                           | Allemagne           | Naine        |               |       | [ 1 ]   |
| Poule suisse                                  | Suisse              | Grande Naine | Mixte         |       | [ 1 ]   |
| Poule Tchèque                                 | République tchèque  | Grande Naine |               |       | [ 1 ]   |
| Poulet-bicyclette (Poulet de brousse)         | Afrique             | Grande       | Mixte         |       |         |
| Prat                                          | Catalogne (Espagne) | Grande       |               |       | [ 1 ]   |

- Haut – A
- B
- C
- D
- E
- F
- G
- H
- I
- J
- K
- L
- M
- N
- O
- P
- Q
- R
- S
- T
- U
- V
- W
- X
- Y
- Z

### R
| Nom                                 | Origine     | Taille       | Production | Image | Sources |
| ----------------------------------- | ----------- | ------------ | ---------- | ----- | ------- |
| Ramelsloher                         | Allemagne   | Grande       |            |       | [ 1 ]   |
| Redcap (Red Cap, Derbyshire Redcap) | Royaume-Uni | Grande       | Œuf        |       | ,       |
| Rhénane                             | Allemagne   | Grande Naine | Mixte      |       | [ 1 ]   |
| Rhode-Island                        | États-Unis  | Grande Naine | Mixte      |       | [ 1 ]   |
| Ross 308                            |             |              | Viande     |       |         |

- Haut – A
- B
- C
- D
- E
- F
- G
- H
- I
- J
- K
- L
- M
- N
- O
- P
- Q
- R
- S
- T
- U
- V
- W
- X
- Y
- Z

### S
| Nom                      | Origine     | Taille       | Production | Image | Sources |
| ------------------------ | ----------- | ------------ | ---------- | ----- | ------- |
| Sabelpoot                | Pays-Bas    | Naine        |            |       | [ 1 ]   |
| Sans queue de Ruhla      | Allemagne   | Naine        |            |       | [ 1 ]   |
| Satsumadori              | Japon       | Grande       |            |       | [ 1 ]   |
| Sebright                 | Royaume-Uni | Naine        | Ornement   |       | [ 1 ]   |
| Serama                   | Malaisie    | Naine        |            |       | [ 1 ]   |
| Shamo (Combattant shamo) | Thaïlande   | Grande       | Combat     |       | [ 1 ]   |
| Sicilienne               | Italie      | Grande       |            |       | [ 1 ]   |
| Sombor huppée            | Serbie      |              |            |       |         |
| Sulmtaler                | Autriche    | Grande Naine |            |       | [ 1 ]   |
| Sultane                  | Allemagne   | Grande       |            |       | [ 1 ]   |
| Sumatra                  | Indonésie   | Grande Naine |            |       | [ 1 ]   |
| Sundheimer               | Allemagne   | Grande Naine |            |       | [ 1 ]   |
| Sussex                   | Royaume-Uni | Grande Naine | Mixte      |       | ,       |

- Haut – A
- B
- C
- D
- E
- F
- G
- H
- I
- J
- K
- L
- M
- N
- O
- P
- Q
- R
- S
- T
- U
- V
- W
- X
- Y
- Z

### T
| Nom                              | Origine  | Taille | Production | Image | Sources |
| -------------------------------- | -------- | ------ | ---------- | ----- | ------- |
| Tomaru                           | Japon    | Grande |            |       | [ 1 ]   |
| Totenko                          | Japon    | Grande |            |       | [ 1 ]   |
| Tournaisis (Naine du Tournaisis) | Belgique | Naine  | Ornement   |       | [ 1 ]   |
| Tuzo                             | Japon    | Grande |            |       | [ 1 ]   |

- Haut – A
- B
- C
- D
- E
- F
- G
- H
- I
- J
- K
- L
- M
- N
- O
- P
- Q
- R
- S
- T
- U
- V
- W
- X
- Y
- Z

### V
| Nom        | Origine   | Taille       | Production | Image | Sources |
| ---------- | --------- | ------------ | ---------- | ----- | ------- |
| Vogtlander | Allemagne | Grande       | Mixte      |       | [ 1 ]   |
| Vorwerk    | Allemagne | Grande Naine |            |       | [ 1 ]   |

### W
| Nom       | Origine    | Taille       | Production | Image | Sources |
| --------- | ---------- | ------------ | ---------- | ----- | ------- |
| Wassachiè | Mali       | Grande       | Mixte      |       | [ 11 ]  |
| Welsumer  | Pays-Bas   | Grande Naine | Œuf        |       | ,       |
| Wyandotte | États-Unis | Grande Naine | Mixte      |       | ,       |

### Y
| Nom           | Origine | Taille       | Production | Image | Sources |
| ------------- | ------- | ------------ | ---------- | ----- | ------- |
| Yakido        | Japon   | Grande       |            |       | [ 1 ]   |
| Yamato Gunkei | Japon   | Grande       |            |       | [ 1 ]   |
| Yokohama      | Japon   | Grande Naine |            |       | [ 1 ]   |

### Z
| Nom                      | Origine  | Taille | Production | Image | Sources |
| ------------------------ | -------- | ------ | ---------- | ----- | ------- |
| Zingem (pondeuse de)     | Belgique | Grande | Œuf        |       | [ 1 ]   |
| Zingem (poulet de chair) | Belgique | Grande | Viande     |       |         |

## Listes des races par continent et pays
- Liste des races de poules européennes
- Liste des races de poules asiatiques
- Liste des races de poules américaines

### Par pays
- Liste des races de poules françaises

### Autres
- Liste des races de poules naines
- Races de poules au long chant
- Races reconnues par le British Poultry Standard

### Sources
- Le Standard officiel des volailles, édité par la SCAF
- La Revue avicole, bimensuel édité par la SCAF
- La Bantam revue, bimensuel édité par le BCF

#### France
- Fédération française des volailles
- Société centrale d'aviculture de France

#### Belgique
- Association Interproviciale Wallonne des Eleveurs d'Animaux de Basse-cour ASBL

#### Luxembourg
- Union des Sociétés Avicoles Du Grand-Duché De Luxembourg